# وسيلة بورقيبة
وسيلة بن عمار بورقيبة (22 أبريل 1912 – 22 يونيو 1999) كانت الزوجة الثانية للرئيس التونسي الحبيب بورقيبة والسيدة الأولى لتونس من 1962 حتى 1986. لقبت بــ "مجدة" (المبجلة).

## النشأة
تنتمي وسيلة بن عمار إلى عائلة أصيلة مدينة الكاف ، وكان والدها محمد بن حسين بن عثمان الحاج علي بن عمار وكيلا بالمحاكم الشرعية. درست وسيلة حتى حصلت على الشهادة الابتدائية ثم التحقت بالتعليم الثانوي لكنها سرعان ما انقطعت عنه. ثم تزوجت من علي الشاذلي وهو أحد أثرياء مدينة الكاف. وأنجبت منه بنتا سميت نبيلة.

## بعد الزواج
عرفها بورقيبة لأول مرة بعد عودته من المنفى في 12 أفريل/نيسان 1943، وتزوجها في 12 أفريل/نيسان 1962 بعد أن طلق كل واحد منهما قرينه السابق، حيث أن القانون التونسي يمنع تعدد الزوجات. وقد عاشت معه أكثر من أربعة وعشرين عاما كانت تلقب خلالها بـالماجدة. غير أن علاقتها انتهت بالطلاق في 11 أوت/آب 1986، وسحب منها لقب الماجدة. عاشت بعد ذلك بالعاصمة الفرنسية باريس ولم تعد نهائيا إلى تونس إلا في شهر جويلية/تموز 1988 .

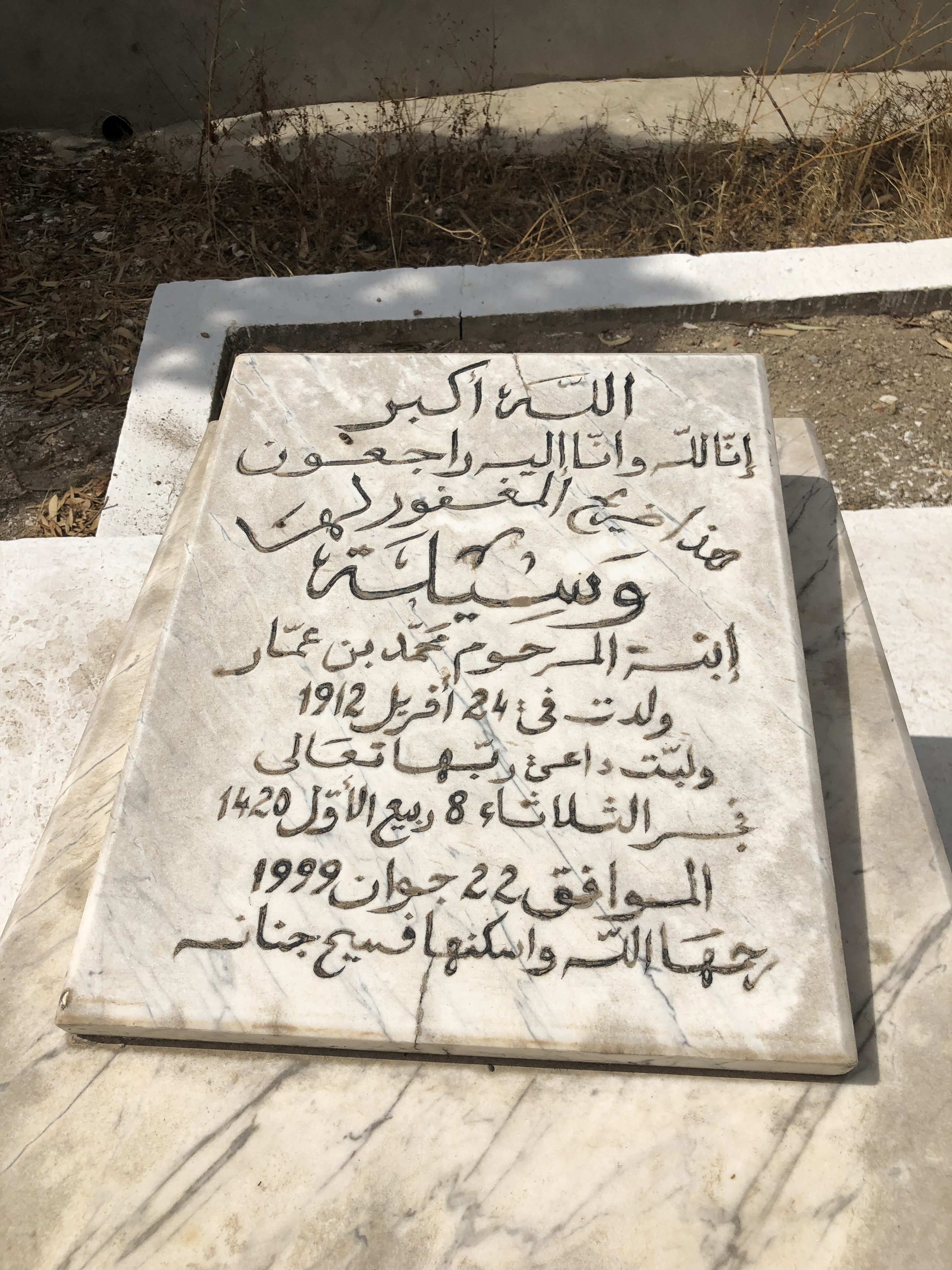
قبر وسيلة بورقيبة بمقبرة الجلاز

## دورها السياسي
لعبت وسيلة بن عمار دورًا كبيرًا في الحياة السياسية التونسية، وقد كانت وراء توزير عدد هام من الوزراء وفي إزاحة آخرين. ففي عام 1980، أثناء الهجوم على مدينة قفصة من قبل كوماندو قوميين عرب، عملت على تعيين إدريس قيقة وزيرًا للداخلية ومحمد ماضي رئيسًا للوزراء، رغم أن محمد الصياح كان يحظى بتأييد أكبر. كما عينت بعض من أصدقائها في المناصب الحكومية.
خلال انتخابات البرلمان في 1 نوفمبر 1981، وهي أول انتخابات تعددية منذ الاستقلال، دعمت تزوير النتائج لتقويض فوز المعارضة، خاصة حركة الديمقراطيين الاشتراكيين بقيادة أحمد المستيري. كانت أيضًا العقل المدبر وراء استضافة منظمة التحرير الفلسطينية وزعيمها ياسر عرفات في تونس بعد إجلائهم من بيروت في عام 1982 كما كان لها دور في السياسة الخارجية التونسية من ذلك أنها وقفت ضد الوحدة مع ليبيا التي أعلنت يوم 12 كانون الثاني 1974.. ومع تقدم بورقيبة في السن وتدهور صحته، أُوكلت إليها المزيد من المسؤوليات في شؤون الدولة، حيث كانت دائمًا "على اتصال مستمر عبر المكالمات الهاتفية".